# Alison Webbová
Alison Webbová (* 25. listopadu 1961) je bývalá kanadská zápasnice – judistka.

## Sportovní kariéra
Připravovala se v Britské Kolumbii ve Vancouveru. V kanadské ženské reprezentaci se prosazovala v polotěžké váze do 72 kg od roku 1986. V roce 1992 se kvalifikovala na olympijské hry v Barceloně, kde prohrála v úvodním kole s pozdější vítězkou Jihokorejkou Kim Mi-čong na ippon technikou sasae-curikomi-aši. Sportovní kariéru ukončila v polovině devadesátých let dvacátého století.

## Výsledky
| Turnaj                  | 1986           | 1987           | 1988           | 1989           | 1990           | 1991           | 1992           |
| Turnaj                  | 25             | 26             | 27             | 28             | 29             | 30             | 31             |
| Turnaj                  | polotěžká váha | polotěžká váha | polotěžká váha | polotěžká váha | polotěžká váha | polotěžká váha | polotěžká váha |
| ----------------------- | -------------- | -------------- | -------------- | -------------- | -------------- | -------------- | -------------- |
| Olympijské hry          |                |                | —              |                |                |                | úč.            |
| Mistrovství světa       | 7.             | úč.            |                | úč.            |                | úč.            |                |
| Panamerické hry         |                | 2.             |                |                |                | 3.             |                |
| Panamerické mistrovství | 1.             |                | 2.             |                | —              |                | —              |